# 莫里斯·迪普莱西
莫里斯·勒·諾布萊·迪普萊西（法語：Maurice Le Noblet Duplessis，1890年4月20日—1959年9月7日），加拿大魁北克省政治人物，國民聯盟創黨領袖，曾於1936年至1939年及1944年至1959年間兩度出任魁北克省省長，是魁北克歷史上任期最長的省長。他的執政時期強調保守主義、天主教會影響與反共政策，被後世稱為「大黑暗時期」（Grande Noirceur），但同時他也因捍衛魁北克省權與推動基礎建設而獲部分支持。他於1959年任內逝世，結束長達逾十五年的統治，其身後魁北克進入寂靜革命時期。

## 生平

### 早年生活與教育
迪普萊西於1890年4月20日出生於加拿大魁北克省三河城，出身於一個中產階層家庭。他的父親路易·杜普萊西是當地知名的律師，母親則來自魁北克傳統的天主教家庭。家族背景使他自幼接受嚴格的天主教教育，並深受法裔加拿大人文化的影響。童年時期的迪普萊西性格安靜，但對辯論和口才表現出濃厚興趣。
在完成中學教育後，他進入拉瓦爾大學學習法律，並於1913年獲得法學學位。求學期間，他積極參與辯論社團，培養了日後在政壇上展現的演說技巧。他在學院內的辯論比賽中屢獲勝利，也因此結識了一批未來的政界同僚與律師夥伴。畢業後，他返回三河市執業律師，因擅長刑事辯護而頗具名聲。

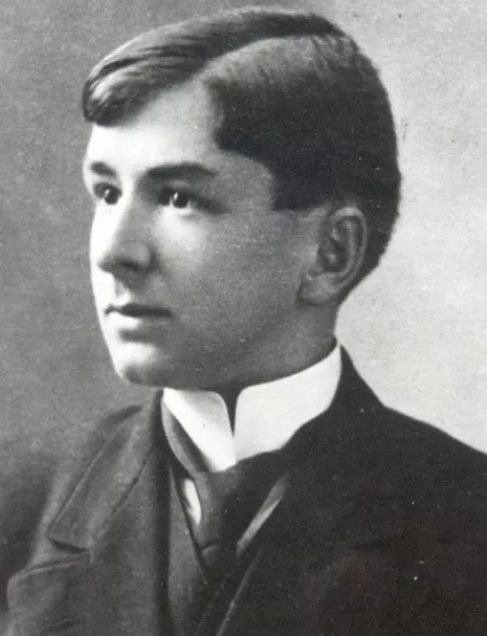
1907年的迪普萊西

### 律師生涯
1913年至1927年間，迪普萊西在三河市從事律師工作，逐漸累積社會地位。他以敏銳的法律分析與流利的演講能力著稱，常為當地商人和民眾辯護。這段時期，他與地方保守派政客建立聯繫，開始對政治產生興趣。他對當時魁北克自由黨政府的經濟政策和工會運動立場有所不滿，逐漸傾向加入保守黨陣營。

### 初入政壇
1927年，迪普萊西以加拿大保守黨成員身份當選魁北克省國會議員，正式進入政壇。初入議會時，他仍是黨內年輕一輩，但很快因犀利的辯論風格和對政府的嚴厲批評而嶄露頭角。他特別針對農業、地方自治與反對過度中央集權的議題發聲，贏得農村選民支持。1933年至1935年間，他多次在議會抨擊自由黨政府的經濟管理不善，使他的知名度不斷提升。

### 國民聯盟的成立

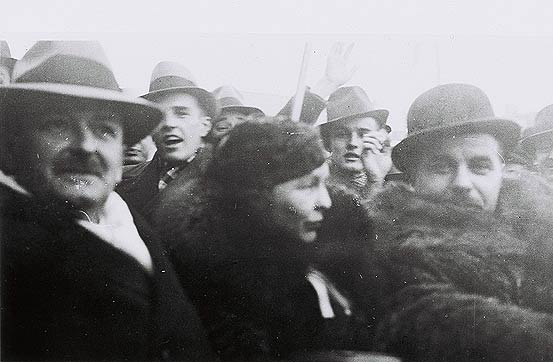
1935年，迪普萊西（右）與保羅·古安在魁北克的政治集會

1935年，魁北克政壇出現裂變，部分自由黨人組成「行動自由黨」，主張改革與省權。迪普萊西看準機會，與該黨領袖保羅·古安（Paul Gouin）合作，結合保守黨與行動自由黨勢力，成立了國民聯盟。1936年，迪普萊西在一次議會對自由黨政府的猛烈質詢中大放異彩，聲勢迅速上升，並最終在同年被推舉為國民聯盟的黨魁。

### 首度執政（1936－1939）

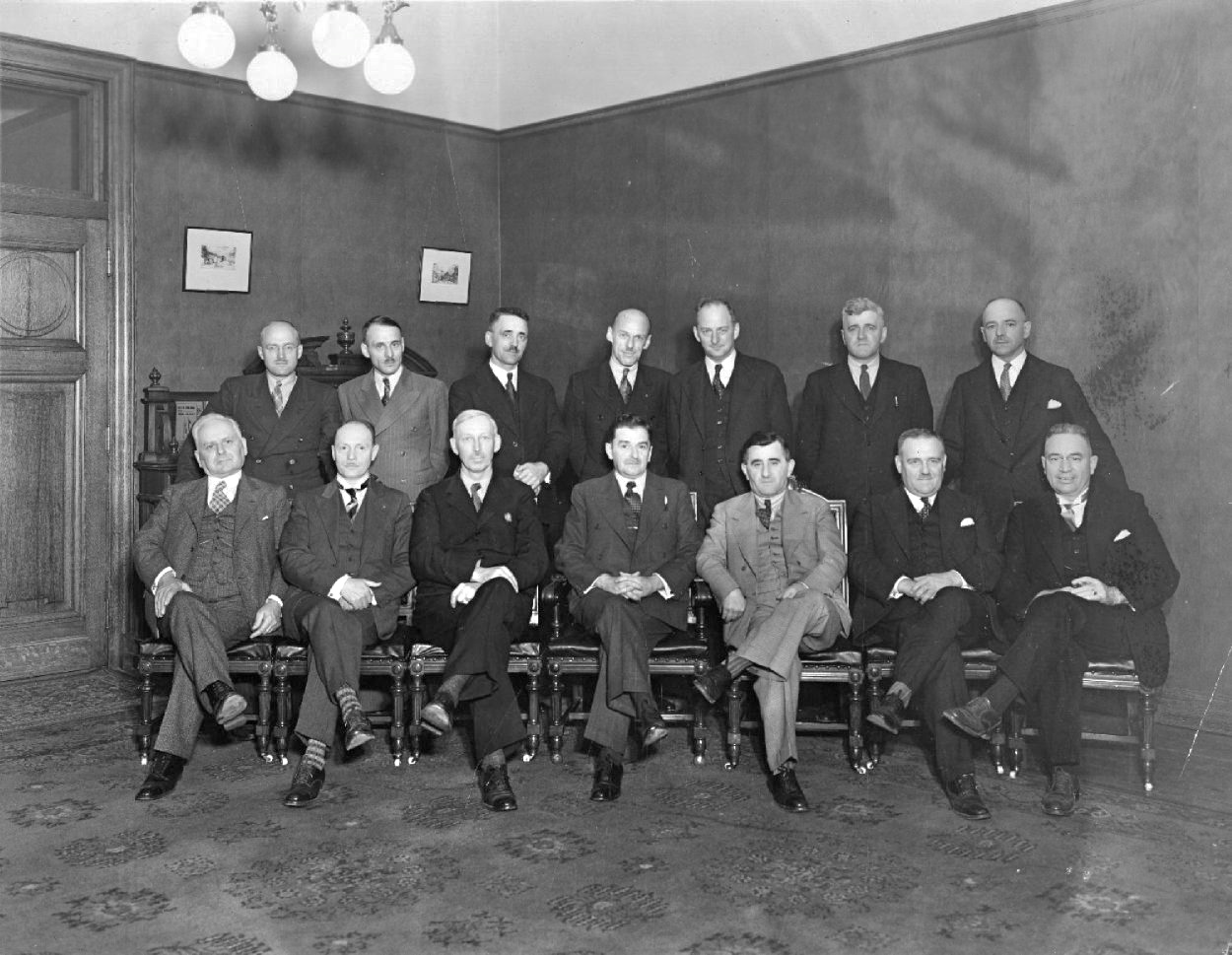
1936年迪普萊西政府內閣合影

1936年省選，國民聯盟以「廉潔與省權」為口號，成功擊敗自由黨，迪普萊西於1936年8月26日正式出任魁北克省第16任省長。他的首個任期以打擊貪腐、限制工會權力以及強化天主教會在教育和福利領域的角色為特徵。然而，由於大蕭條後的經濟復甦緩慢，加上政策缺乏長遠規劃，迪普萊西逐漸失去部分民意支持。1939年大選中，自由黨領袖阿德拉爾·戈丹重新贏得執政權，迪普萊西下台。

### 重返權力（1944－1959）

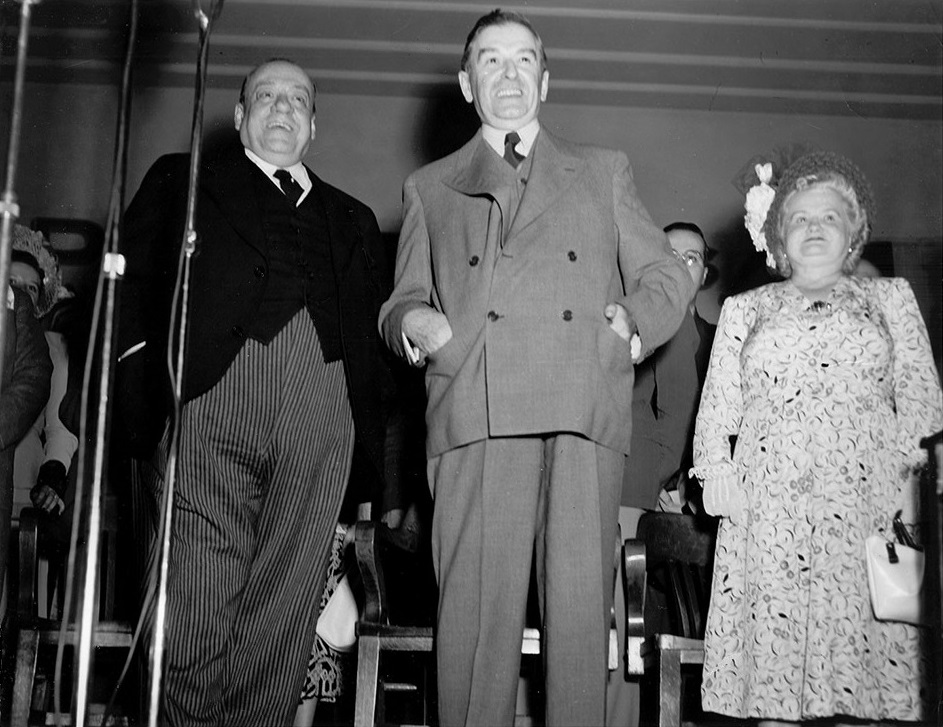
1948年，迪普萊西（右）與卡米利安·胡德會面

1944年省選，國民聯盟再次擊敗自由黨，迪普萊西重新出任省長，並一路執政至去世，成為魁北克歷史上任期最長的省長。他的二度執政時期往往被稱為「大黑暗時期」，原因在於他大幅強化天主教會的角色，並透過立法壓制工會與左翼勢力。
其中最具爭議的法令是1937年頒布、1944年後持續實施的「掛鎖法」，允許政府以反共為名查封涉及「顛覆活動」的場所。該法案遭到工會與人權團體強烈批評，認為其嚴重侵犯言論與結社自由。迪普萊西同時利用「反共」標籤打擊政治對手，維護其統治。
在經濟上，他主張引進美國投資與企業，推動自然資源開發，尤其在水電、礦業和林業領域。他積極建設道路與基礎設施，改善農村地區的交通和電力供應。但這種發展模式也使魁北克經濟更加依賴外資，造成貧富差距與地區不均。

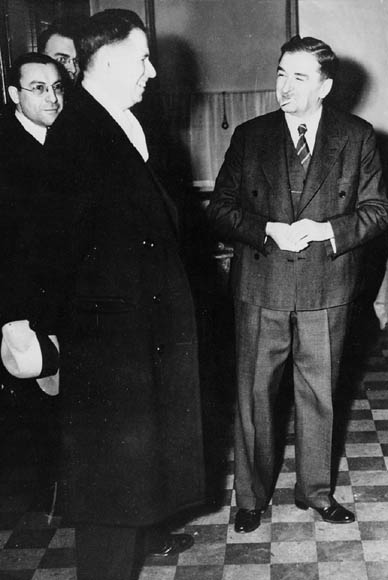
1950年代的迪普萊西

### 與天主教會的關係
迪普萊西長期依賴天主教會作為統治基礎。在他的領導下，教會控制了教育、醫療與福利體系，並獲得大量政府資助。這種「政教合作」模式維持了傳統社會結構，但也阻礙了魁北克的現代化進程。後世普遍認為，這種過度依賴教會的政策是導致「大黑暗時期」稱呼的重要原因。

### 對工會與社會運動的壓制
在兩次執政期間，迪普萊西多次動用警力干預罷工，包括1949年的石棉鎮礦工罷工事件。他認為工會運動受共產主義滲透，因而採取鎮壓政策。這一做法引起廣泛爭議，也為後來的「寂靜革命」提供了改革的契機。

### 晚年與逝世
1950年代後期，迪普萊西健康每況愈下，但他仍堅持在全省巡迴視察，維持政黨勢力。1959年9月7日，他在魁北克北部出訪謝夫維爾期間突發腦出血逝世，享年69歲。他的突然去世使副手保羅·索韋繼任省長，但僅數月後亦因病過世。此後，魁北克自由黨重新掌權，開啟了深刻社會改革的「寂静革命」，徹底改變了省內政教關係與政治文化。

## 紀念
莫里斯·迪普萊西在1959年9月7日於舍弗維爾逝世後，遺體運回三河城，安葬於聖路易墓園（Cimetière Saint-Louis）。他的墳墓至今仍是當地重要的歷史地標。在魁北克各地，仍留有與迪普萊西相關的地名與紀念設施，例如以他名字命名的高速公路（杜普萊西高速公路）、大橋以及若干公共建築。這些地標反映出他在魁北克政壇長達數十年的影響力。

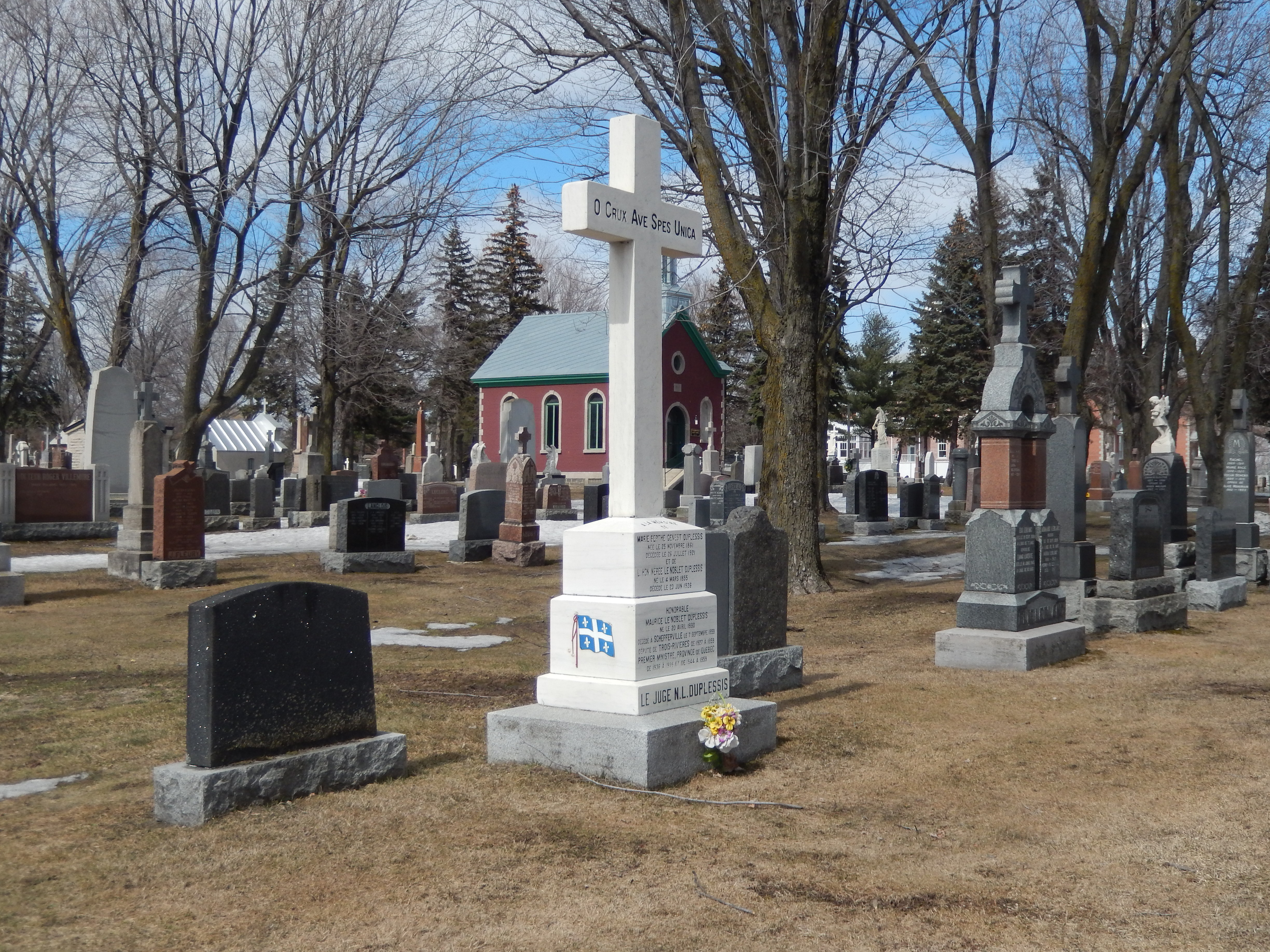
迪普萊西位於三河市的墓碑

然而，他的政治遺產在學界與社會上爭議頗大。一方面，支持者強調他維護魁北克的省權、推動農村電氣化及交通基建；另一方面，批評者則認為他的執政象徵「大黑暗時期」，延緩魁北克現代化，並壓制工會與言論自由。這種兩極化評價，使得紀念活動帶有強烈的歷史辯論色彩。
1978年，加拿大播出電視劇《Duplessis》，由演員基恩·拉普安特飾演主角，劇集重現了他的一生與政治時代。該劇被視為魁北克影視文化的重要作品，加深了大眾對「杜普萊西時代」的集體記憶。
在歷史書寫上，杜普萊西的形象常被拿來與1960年代的「寂靜革命」作對照：前者象徵保守與教會主導的舊魁北克社會，後者則標誌著世俗化與現代化的開始。因此，無論是在正面或負面的脈絡中，迪普萊西都成為魁北克20世紀歷史中無法忽視的人物。